# يويتشي كاميمارو
يويتشي كاميمارو (باليابانية: 神丸 洋一) (30 يونيو 1984 في كاسوغاي في اليابان – )؛ هو لاعب كرة قدم ياباني سابق كان يلعب كلاعب وسط.

## وصلات خارجية
- يويتشي كاميمارو على موقع رابطة كرة القدم اليابانية للمحترفين (اليابانية)